# Camesa de Valdivia

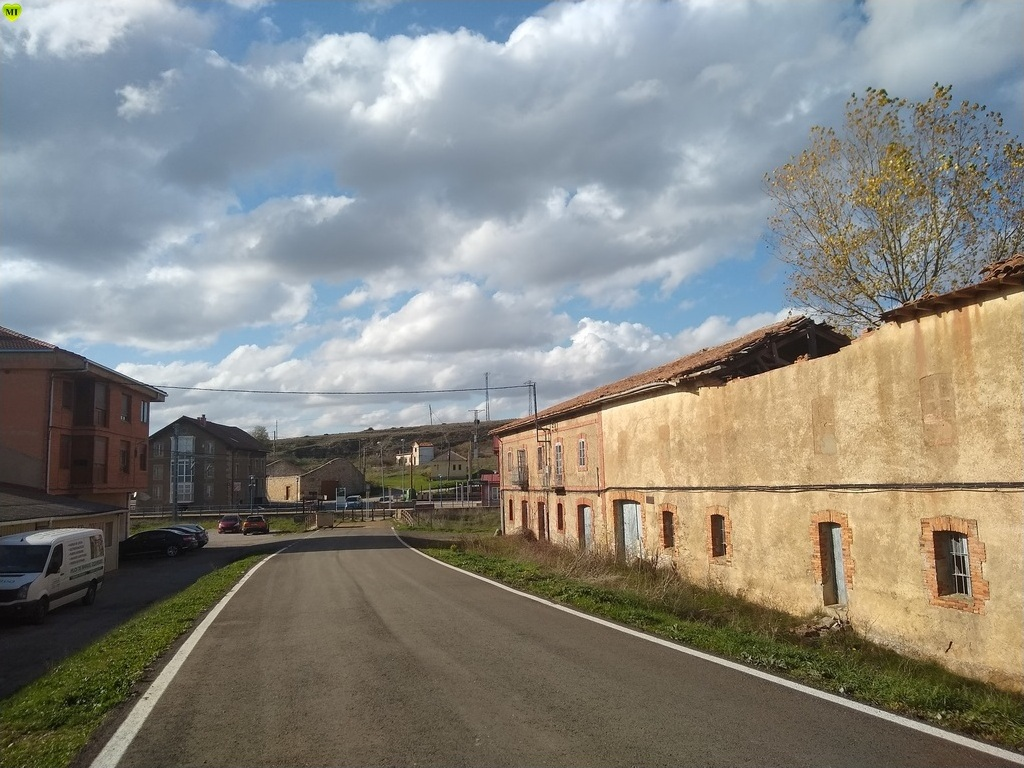

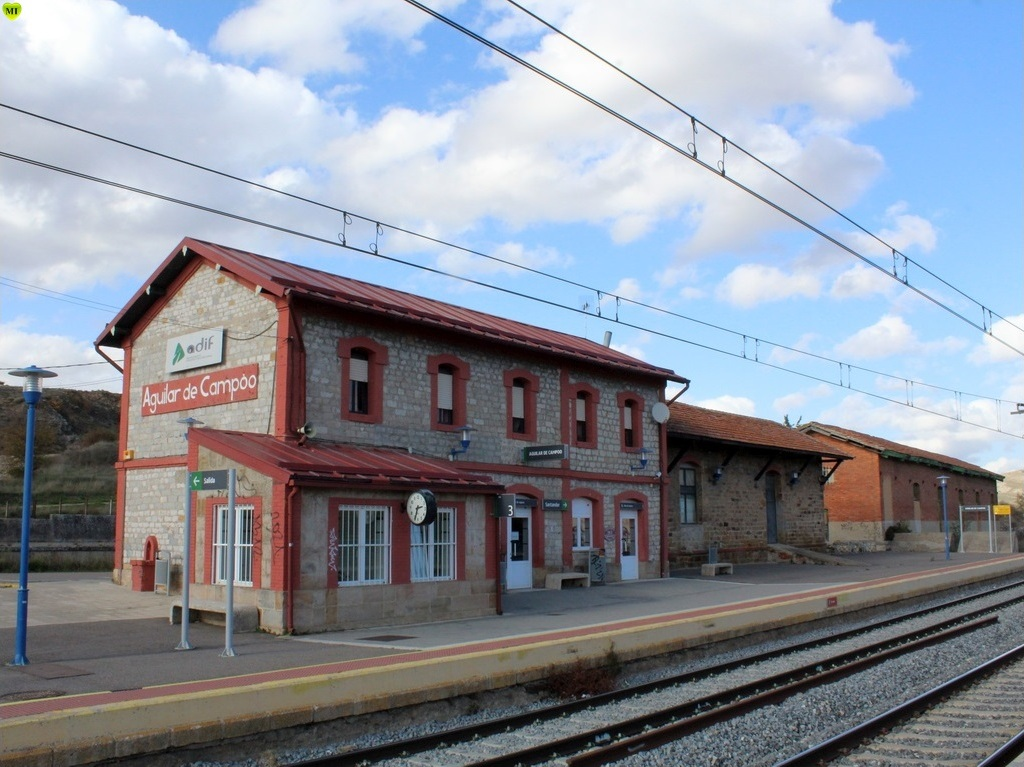
Estación de tren en Camesa de Valdivia

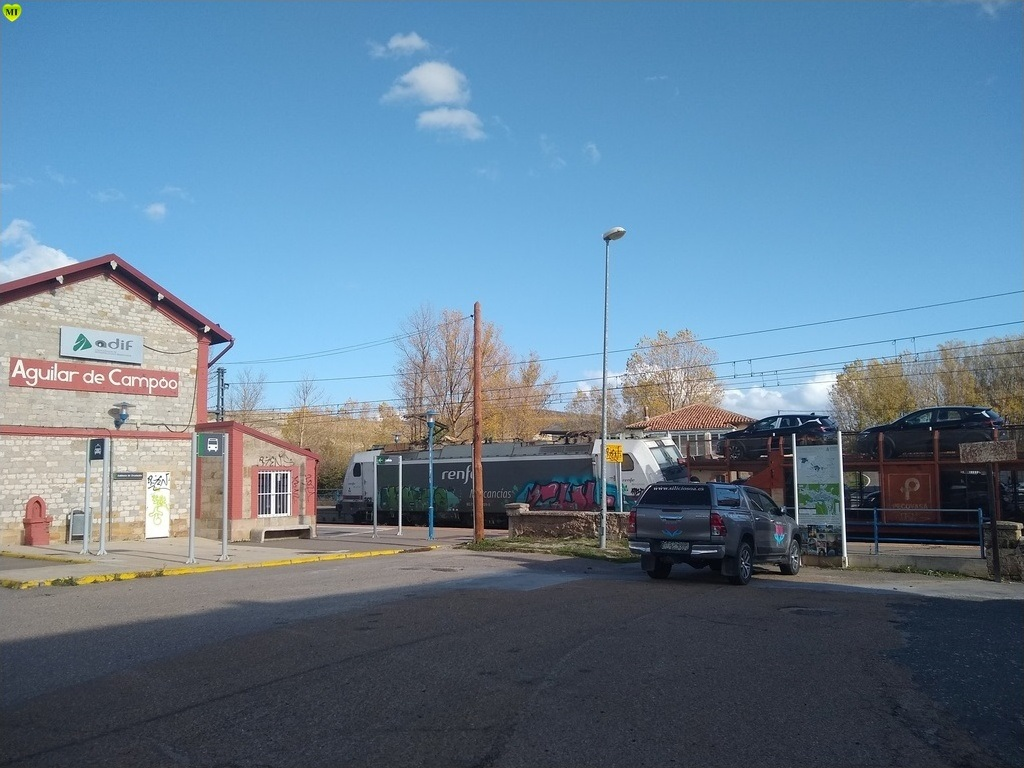
El tren a su paso por el pueblo

Camesa de Valdivia es una localidad del municipio de Pomar de Valdivia, en la comarca de la Montaña Palentina, Provincia de Palencia, comunidad autónoma de Castilla y León, en España. Esta localidad se articula en torno a la línea de ferrocarril que une Santander con Palencia y que la divide por la mitad, de tal modo que la parte norte pertenece al pueblo de Aguilar de Campoo, y la parte sur al término municipal de Pomar de Valdivia. 
Como curiosidad, el pueblo carece de iglesia. 

## Demografía
Evolución de la población en el siglo XXI
| Gráfica de evolución demográfica de Camesa de Valdivia entre 2000 y 2020 |
|                                                                          |
| Población de derecho (2000-2020) según el padrón municipal del INE       |